# Jean-Armand du Peyrer
Jean Armand du Peyrer, conde de Trois-Villes, alias «Conde de Treville», (Oloron-Sainte-Marie, Bearne, 1598-Trois-Villes, Sola 8 de mayo de 1672) fue un oficial francés y uno de los personajes principales de la novela Los tres mosqueteros de Alejandro Dumas.

## Familia
Nacido en Oloron-Sainte-Marie, Place du Marcadé en 1598, Jean Armand du Peyrer era hijo de un comerciante de esta ciudad. Fue su padre, Jean de Peyré, quien introdujo el nombre Trois-Villes en la familia. En 1607 compró, cerca de Sauguis-Saint-Étienne, en el valle del País de Sola, la propiedad de Trois-Villes (Eliçabia y Casamajor) que le dio nobleza, porque, en este territorio estaba vinculada a la tierra. Y así adquirió el derecho de considerarse un gentilhombre y de sentarse entre los señores del vizcondado de Sola.

## Biografía

### Sus inicios
En 1616, a la edad de diecisiete años, Jean Armand du Peyrer abandonó el comercio de armas y partió hacia París. Se alistó como cadete-gentilhombre en la Guardia Francesa. Como mosquetero, Treville participó en el asedio de La Rochelle, de 1627 a 1628, donde resultó herido. Treville tiene la plena confianza del rey Luis XIII. En 1634 fue nombrado capitán de la recién creada Compañía de Mosqueteros del Rey. Algunos de sus famosos reclutas de 1640 procedían directa o indirectamente de su círculo familiar, por ejemplo:
- Athos, uno de sus primos de moda de Bretaña;
- Porthos, recomendado por François de Guillon, señor de Essarts y cuñado de Treville; no tiene relación directa con los demás.
- Henri d'Aramitz o d'Aramits, modelo de Aramis, es uno de sus primos hermanos.

### Casamiento
Por su matrimonio con Anne de Guillon des Essarts, el 23 de febrero de 1637, recibe una dote de 90.000 libras tornesas, que le permitirán adquirir la baronía de Montory (Sola) y los derechos de justicia en Sola que el tesoro había puesto en adjudicación. Esta última adquisición va a contrariar a los Estados de Sola, y crear desórdenes que terminarán en el demarramiento de sangre (levantamiento del cura Matalas).
De esta unión tendrá dos hijos: Armand Jean y Joseph Henry.

### De Richelieu a Mazarino
En 1642 estalló el asunto de Cinq-Mars y François-Auguste de Thou. A Luis XIII, como sabemos sobre todo hacia el final de su vida, no le gustaba Richelieu, pero no podía prescindir de él. En definitiva, Treville comparte sus sentimientos. Conociendo esta aversión, Cinq-Mars, que conspiraba contra Richelieu, vino a investigar a Treville. Él responde que nunca ha estado involucrado en el asesinato de nadie. Sin embargo, sugiere que si el rey así lo decide, obedecerá.
Richelieu descubrió el complot e hizo ejecutar a Cinq-Mars y De Thou. No pudo implicar a Treville en el complot, pero como sabe que éste sólo esperaba una orden del rey, no puede tolerar a un adversario así. Por tanto, exige el exilio inmediato de Treville. El rey cede.
El 4 de diciembre de 1642, Richelieu murió. El rey inmediatamente llamó al fiel Treville y lo devolvió al mando de la compañía de mosqueteros. Algunos meses más tarde, el 14 de mayo de 1643, Luis XIII fallece a su vez.
Treville pierde a su líder y protector. Sin embargo, Ana de Austria, regente, para recompensar al fiel servidor de su marido, erigió el señorío de Trois-Villes en condado en 1643. Las cartas de erección nos informan sobre todos los conflictos y frentes en los que participó Treville: La Rochelle, Caen, Saint-Jean-d'Angély, Clérac, Montauban, Privas, Alès, Le Pas de Suze, Corbie, Arras, Nancy, la campiña del Rosellón con la toma de Perpignan y Collioure.
Pero no pasó mucho tiempo antes de que se estableciera un estado de animosidad secreta entre el capitán de los mosqueteros y el nuevo ministro Mazarino. Además, en 1646, al no poder lograr que Treville cediera voluntariamente su puesto, que Mazarino deseaba asignar a su sobrino Mancini, el ministro disolvió la Compañía de los Mosqueteros del Rey .

### Fin de carrera
La carrera de Treville ha terminado, aún no tiene cuarenta y siete años. Entró en un período de resistencia pasiva, permaneció sordo a las llamadas de la Fronda, se dedicó a su dominio vasco y acabó aceptando el cargo de gobernador del país de Foix. También fue nombrado (pero no recibido) caballero de la Orden del Espíritu Santo en 1658. De 1660 a 1663 construyó el castillo de Eliçabéa en Trois-Villes, donde murió en 1672.
Treville dejó dos hijos, los cuales murieron sin descendencia.

## Posteridad
El parque empresarial de Treville, situado en los municipios de Bondoufle, Vert-le-Grand y Plessis-Paté, alberga toda la dirección de las diez enseñas del grupo Intermarché, a su vez del grupo Les Mousquetaires, y lleva este nombre tanto en relación con el nombre de la agrupación principal, y en honor a du Peyrer.

## Cine y televisión
El papel de Treville lo desempeña:
- Maxime Desjardins en Los tres mosqueteros (1921);
- Harry Baur en Los tres mosqueteros (1932);
- Liebre de Lumsden en Los tres mosqueteros (1935);
- Reginald Owen en Los tres mosqueteros (1948);
- Félix Oudart en Los tres mosqueteros (1953);
- Edmond Beauchamp en Los tres mosqueteros (1959, película para televisión);
- Henri Nassiet en Los tres mosqueteros (1961);
- Georges Wilson en Los tres mosqueteros (1973);
- Lev Dourov en D'Artagnan y los tres mosqueteros (1978);
- Hugo Speer en Los mosqueteros adaptada para la BBC por Adrian Hodges (2014-2015);
- Marc Barbé en el díptico Los tres mosqueteros: D'Artagnan y Los tres mosqueteros: Milady (2023) de Martin Bourboulon.